# Inge Ejderstedt
Inge Ejderstedt (Lenhovda, 24 dicembre 1946) è un ex calciatore svedese, di ruolo centrocampista.

## Palmarès

### Club

#### Competizioni nazionali
- Campionato svedese: 1

Öster: 1968
- Campionato belga: 2

Anderlecht: 1971-1972, 1973-1974
- Coppa del Belgio: 2

Anderlecht: 1971-1972, 1972-1973